# Trent's Last Case
Trent's Last Case is een Amerikaanse misdaadfilm uit 1929 onder regie van Howard Hawks. De film werd destijds uitgebracht onder de titel Wie is de moordenaar?

## Verhaal
De excentrieke zakenman Sigsbee Manderson wordt dood aangetroffen in zijn tuin. Inspecteur Murch leidt het moordonderzoek. Murch verdenkt meteen de secretaris van Manderson, omdat hij een affaire had met diens vrouw. Detective Philip Trent heeft een andere kijk op de zaak. 

## Rolverdeling
| Acteur             | Personage         |
| ------------------ | ----------------- |
| Raymond Griffith   | Philip Trent      |
| Marceline Day      | Evelyn Manderson  |
| Raymond Hatton     | Joshua Cupples    |
| Donald Crisp       | Sigsbee Manderson |
| Lawrence Gray      | Jack Marlowe      |
| Nicholas Soussanin | Martin            |
| Anita Garvin       | Ottilie Dunois    |
| Edgar Kennedy      | Inspecteur Murch  |